# Bernard Diu
Bernard Diu est un physicien français né en 1935.
Ancien élève de l'École normale supérieure, il a été pendant toute sa carrière professeur à l'université Paris Diderot. Il a été directeur de recherche au CNRS et a aussi travaillé quelques années au ministère de la Recherche.
Il est l'auteur de nombreux ouvrages : manuels universitaires, ouvrages de vulgarisation ou de réflexion scientifique ; il a aussi écrit une autobiographie où il évoque sa tentative de suicide du haut d'une tour de Jussieu en 1991,

## Ouvrages
- (physique quantique), avec Claude Cohen-Tannoudji et Franck Laloë Mécanique quantique [détail de l’édition].
- (physique statistique) Éléments de physique statistique (avec Claudine Guthmann, Danielle Lederer et Bernard Roulet) [détail de l’édition]
- (thermodynamique) Thermodynamique (avec C. Guthmann, D. Lederer et B. Roulet), Hermann, 2007.
- (thermodynamique) Exercices et problèmes de thermodynamique (avec D. Calecki et C. Guthmann), Hermann, 2010.
- (physique des particules) L'univers des particules - Une introduction, Hermann, 2017,  (ISBN 9782705694456).
- (vulgarisation) Les atomes existent-ils vraiment?, Odile Jacob, 1997.
- (vulgarisation) Traité de physique à l'usage des profanes, 674 pages, Odile Jacob, 2000  (ISBN 2738107877).
- (vulgarisation) La physique mot à mot, avec Bénédicte Leclercq, 722 pages, Odile Jacob, 2005,  (ISBN 2738115780). Ouvrage de vulgarisation de type dictionnaire alphabétique.
- (épistémologie) Les théories meurent aussi, Odile Jacob, 2007.
- (autobiographie) La constellation de la vierge. Autobiographie d'un savant aux prises avec la vie, Hermann, 2008,  (ISBN 9782705667559).
- (vulgarisation) La Mathématique du physicien, Odile Jacob, 2010.